# Ashley Diamond
Ashley Diamond (1978) e atriz norte-americana. Ela é conhecida por ter processado o Departamento Correcional da Geórgia duas vezes por tê-la encarcerado com detentos homens e por se recusar a fornecer o tratamento médico que ela recebia desde a adolescência.
Diamond foi presa em 2012 por um crime não violento e mantida em uma unidade masculina. Enquanto estava na prisão, foi negado os medicamentos clinicamente hormonais necessários que tomava há mais de dezessete anos, além de ter sido espancada e abusada sexualmente por presidiárias sem ajuda dos guardas da prisão. De dentro da prisão, Diamond fez parceria com o Southern Poverty Law Center (SPLC) para abrir um processo contra o Departamento de Correções da Geórgia, acertando um valor não revelado.
Em 2015, Diamond foi libertada em liberdade condicional e em 2016 recebeu um acordo no processo, e o Departamento de Correções da Geórgia mudou sua política de tratamento médico para prisioneiros transgêneros. O Departamento de Justiça dos EUA se envolveu, dizendo que as prisões devem tratar a terapia hormonal como fariam com qualquer outra condição médica. Beth Litrell do SPLC atribuiu a mudança ao processo de Diamond. Em 2019, a Geórgia adotou uma nova política que rege o tratamento de prisioneiros transgêneros e intersexuais que, de acordo com o The New York Times, tinha como objetivo abordar questões de segurança dos prisioneiros, incluindo a avaliação de decisões de colocação usando informações sobre as próprias opiniões do prisioneiro sobre sua segurança e para reavaliar as colocações após agressão sexual.
Em outubro de 2019, Diamond foi novamente presa e encarcerada sob acusações de violação de liberdade condicional. Ela foi novamente colocada em uma unidade masculina. De acordo com Diamond, em novembro de 2020, ela havia sido abusada sexualmente quatorze vezes por outros presos e funcionários da prisão e teve negada a terapia de tratamento hormonal. Em 23 de novembro de 2020, Diamond, o Center for Constitutional Rights e o SPLC entraram com uma ação federal de direitos civis; o Departamento de Justiça dos EUA interveio novamente no caso. Em 12 de agosto de 2022, Diamond foi libertada para cumprir o restante de sua sentença em liberdade condicional. Em 20 de janeiro de 2023, pouco antes do início do julgamento, Diamond moveu-se para rejeitar voluntariamente o processo a fim de se concentrar em sua recuperação.

## Primeiros anos, carreira e prisão
Diamond nasceu em 1978 em uma grande família batista do sul e foi criada em Rome, na Geórgia. Ela viveu como uma mulher transgênero desde a adolescência, iniciando a terapia hormonal aos dezessete anos. Ela se mudou para Atlanta e começou a se apresentar em cabarés imitando Whitney Houston. Diamond foi originalmente presa em 2012 por acusações de roubo, pelas quais foi condenada a dez anos. Ela também foi acusada de tentativa de fuga durante uma prisão. Ela foi mantida na Prisão Estadual de Valdosta e na Prisão Estadual Costeira.
Após sua libertação em 2015, como parte de sua liberdade condicional de oito anos, ela foi obrigada a retornar a Roma, onde tinha um toque de recolher às 16h30 e não conseguia encontrar trabalho. Ela ficou ocasionalmente sem-teto e foi presa por violação de liberdade condicional e voltou para a prisão em outubro de 2019. Ela foi primeiro detida na Prisão de Diagnóstico e Classificação da Geórgia e depois transferida para a Prisão Estadual da Costa.

## Filmografia
| Ano  | Título    | Papel     | Notas                  |
| ---- | --------- | --------- | ---------------------- |
| 2016 | Gaycation | Ela mesma | Episódio: "Deep South" |